# Ekwok
Ekwok ist ein Dorf der Yupik in der Dillingham Census Area in Alaska. Nach der Volkszählung 2020 lebten dort 111 Personen.

## Geographie
Ekwok liegt am Nushagak River.

## Geschichte
Ekwok bedeutet „Ende des Steilufers“ und ist das älteste ununterbrochen bewohnte Dorf der Yupik am Fluss. Um 1800 wurde die Siedlung im Frühling und Sommer als Stützpunkt für den Fischfang benutzt und im Herbst für das Beerensammeln. 1923 war Ekwok die größte Siedlung entlang des Flusses. 1930 wurde eine Schule gebaut. Die Post wurde bis zur Eröffnung des Postamts 1941 mit Schlittenhunden aus Dillingham geliefert. Viele der ursprünglichen Häuser in Ekwok wurden nahe dem Flussufer errichtet. Nach einem schweren Hochwasser in den 1960ern zogen die Dorfbewohner auf höheren Grund, an den jetzigen Standort. Ekwok erhielt 1974 Stadtrecht.

## Verkehr
1960 nahm der Ekwok Airport seinen Betrieb auf. Kleine Boote, Quads und Schneemobile sind die gebräuchlichen lokalen Transportmittel.